# محلب
محلب (نام علمی: Prunus mahaleb) مترادف (نام علمی: Cerasus mahaleb) نام یکی از گونه‌های زیرسرده گیلاس (زیرسرده) است. این زیرسرده در ایران ۹ گونه درخت و درختچه دارد که اکثراً در مناطق کوهستانی و صخره‌ای پراکنده‌اند.
محلب که نام دیگر آن آلبالوی تلخ می‌باشد گونه ای آلبالو است که دارای چوبی سفت و میوه غیر خوراکی است. پس از رسیدن میوه، مغزهسته آنرا کوبیده و به میزان کم به عنوان ادویه در نان و شیرینی بکار می‌برند. محل رویش جنوب اروپا، آسیای کوچک، ایران و پاکستان است.